# Thymoites unimaculatus
Thymoites unimaculatus är en spindelart som först beskrevs av James Henry Emerton 1882.  Thymoites unimaculatus ingår i släktet Thymoites och familjen klotspindlar. Inga underarter finns listade i Catalogue of Life.